# Günther Brandt (antropolog)
Günther Brandt (ur. 1 października 1898, zm. 4 lipca 1973) – niemiecki antropolog, wojskowy i działacz polityczny.
Po zakończeniu I wojny światowej dołączył do Marine-Brigade Ehrhardt, w składzie której walczył m.in. podczas powstania Spartakusa i powstań śląskich. W 1921 dołączył do NSDAP.
Brandt powiązany był z zamachem na ministra spraw zagranicznych Rzeszy Walthera Rathenau. W 1925 r. skazano go na 4 lata więzienia, które opuścił jednak w 1926. W latach 1926–31 studiował medycynę w Kilonii, Berlinie i Monachium. 
Dołączył również do Schutzstaffel, w którym otrzymał stopień Obersturmbannführera. Podczas II wojny światowej służył w Kriegsmarine.

## Odznaczenia
- Krzyż Rycerski Krzyża Żelaznego (1943)
- Złoty Krzyż Niemiecki (1942)
- Krzyż Żelazny I klasy (1940)
- Okucie do Krzyża Żelaznego II klasy (1939)
- Krzyż Żelazny II klasy (1917)
- Orzeł Śląski II klasy (1919)